# 27 juillet 1912
Le samedi 27 juillet 1912 est le 209e jour de l'année 1912.

## Naissances
- Alf Hanson (mort en 1993), footballeur anglais
- Anthony Pelissier (mort le 2 avril 1988), acteur, producteur et réalisateur anglais
- Ben Carlin (mort le 7 mars 1981), aventurier australien
- Bernard Robinson (mort le 2 mars 1970), chef décorateur et directeur artistique britannique
- Cheikh Raymond (mort le 22 juin 1961), chanteur et oudiste juif d'Algérie
- Emil Klusmeier (mort le 19 janvier 1982), militaire allemand
- Marcel Couttet (mort le 23 février 2002), joueur de hockey sur glace français
- Marcel Weiss (mort le 22 octobre 2009), directeur de la photographie français
- Stanislaw Lukawski (mort le 28 juin 2003), homme politique polonais

## Décès
- Maria Grazia Tarallo (née le 23 septembre 1866), religieuse italienne

## Événements
- Fin des jeux olympiques d'été de 1912